# 徐信

徐信（1921年3月16日—2005年11月18日），男，直隶（今河北）灵寿人，中国人民解放军原副总参谋长。上将军衔。

## 生平
1937年参加八路军，同年加入中国共产党。1955年被授予大校军衔，1964年晋升为少将军衔，1988年被授予上将军衔。长子徐黎明，次子徐京明。